# Gardone Val Trompia
Pour les articles homonymes, voir Gardone.
Gardone Val Trompia est une commune italienne de la province de Brescia dans la région Lombardie en Italie.

## Toponyme

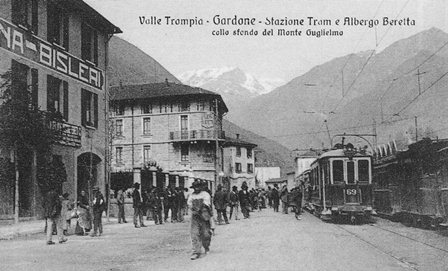
Vue de Gardone val Trompia en 1910.

Le toponyme dériverait de la forme augmentative de Guarda (lombard: Wardia), nom qui conduit à l'existence d'une forteresse qui aurait été construite jadis sur la colline où se trouve maintenant le Sanctuaire de San Rocco et de la Madonna del Popolo, Ce fort devait surveiller les vallées du Mella et du torrent Re.

## Géographie
La municipalité de Gardone Val Trompia est bordée au nord par la ville de Marcheno, au sud par les municipalités de Sarezzo et Polaveno et à l'ouest par les communes de Marone et Sale Marasino. Le territoire a une superficie de 26 km2.
Il se compose d'une ligne nord-sud qui forme le fond de la vallée au centre duquel coule la rivière Mella qui baigne Gardone Val Trompia et le village d'Inzino. À l'est et à l'ouest, le territoire est montagneux avec des altitudes qui atteignent et dépassent les 1000 mètres. En effet, le territoire de la Commune de Gardone Val Trompia se caractérise, pour sa plus grande étendue, par la moyenne montagne qui culmine avec les 1391 mètres d'altitude de Punta Almana et qui s'étend avec les vallées affluentes jusqu'aux versants sud du Mont Guglielmo.
Les deux vallées secondaires, la vallée du Gardone et la vallée Inzino ou Rendena sont traversées respectivement par les torrents Tronto et Re.

### Climat
Le climat de Gardone Val Trompia reflète celui du nord de l'Italie, en particulier la région de Brescia, caractérisée par des hivers froids avec de fortes chutes de neige dans les montagnes environnantes, et par des étés assez chauds.

## Économie

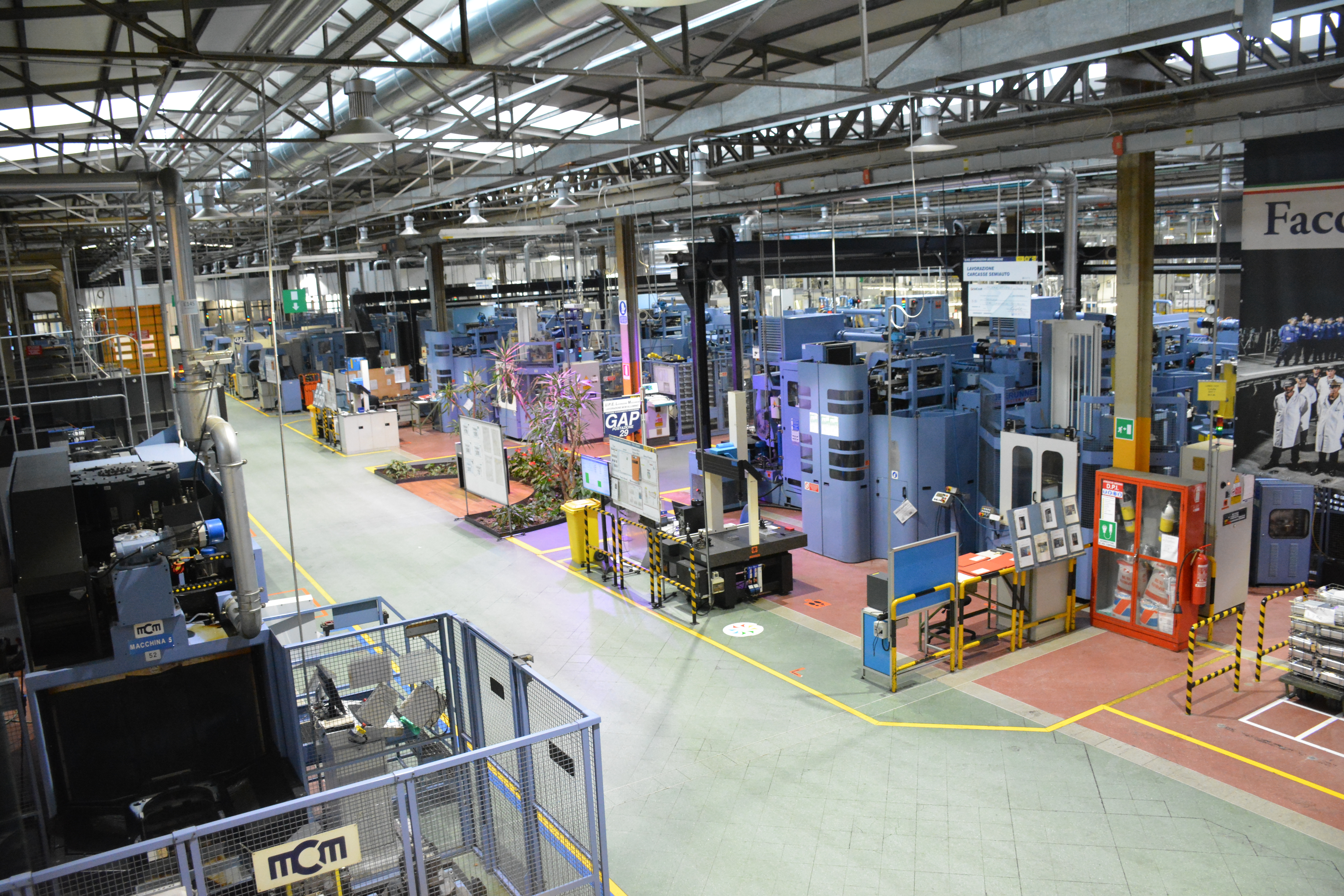
Vue intérieure de l'usine Beretta.

La commune est une des places importantes de l'industrie armurière italienne. Y sont installées les sociétés :
- Beretta, fondée en 1526 par Bartolomeo Beretta (1490 – 1565/1568)[3]. Une des entreprises les plus anciennes du monde, appartenant à la même famille depuis près de 500 ans.
- Davide Pedersoli[4].
- Uberti[5].
- Tanfoglio

## Monuments

### Architecture religieuse
- Gardone Val Trompia :

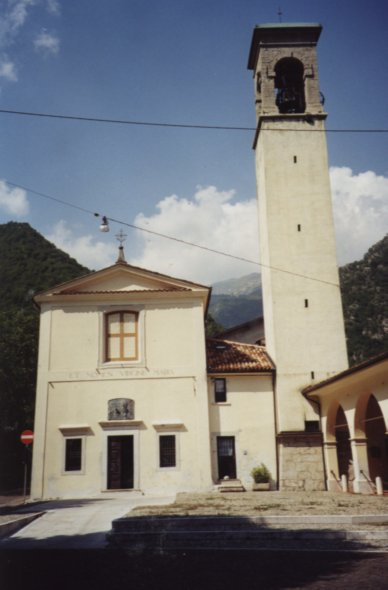
Santuario della Madonna del castello in valle di inzino.

  - Basilique de Santa Maria degli Angeli ;
  - Église paroissiale de San Marco Evangelista ;
  - Église de San Carlo Borromeo ;
  - Église de San Rocco - Sanctuaire de la Madonna del Popolo.

- Inzino :
  - Église paroissiale de San Giorgio ;
  - Sanctuaire du Saint Nom de Marie "Madonna del castello".

- Magno :
  - Église paroissiale de San Martino ;
  - L'église de Maria Madre della vita ;
  - Sanctuaire de San Bartolomeo.

### Architecture civile
- Maison gothique ;
  - Palazzo della Loggetta ;
  - Palazzina (ou castellino) d'Anveno ;
  - Palazzo Chinelli (siège actuel de la mairie) ;
  - Pont médiéval (ou roman) ;
  - Villa Mutti Bernardelli (siège actuel de la bibliothèque municipale et du musée des armes) ;
  - Villa Beccalossi-Buizza ;
  - Villa Beretta (siège des bureaux Fabbrica d'Armi Pietro Beretta).

### Autres éléments significatifs
- Monument à Giuseppe Zanardelli : la statue en bronze est réalisée, en grandeur nature, par le sculpteur Salvatore Buemi et placé sur une base en pierre conçue par l'ingénieur Giovanni Carminati. Les colonnes et les chaînes métalliques sont fondues et offertes par la société Glisenti di Villa Carcina. Sur la base il y a une plaque avec l'inscription suivante : « À Giuseppe Zanardelli le Valle Trompia 1911 ».
- Médaillons de Giuseppe Garibaldi : il y a deux médaillons de Giuseppe Garibaldi. Le premier, en terre cuite, est accroché sur le mur de droite dans le hall du bâtiment principal de la mairie. Le deuxième médaillon, en bronze, est apposé sur une plaque visible sur une maison privée donnant sur la Piazza Garibaldi. Il a été réalisé en 1911 en utilisant une partie du bronze collecté pour ériger le monument à Zanardelli.
- Monument à la liberté et à la paix : la sculpture est composée de trois panneaux de bronze juxtaposés. Sur le premier panneau, l'arbre desséché et l'épave humaine derrière la grille indiquent la condition de la servitude spirituelle et de l'oppression morale et physique qui humilie l'homme quand la liberté est étouffée. La lutte partisane, effectivement rappelée dans le panneau central, est le moyen par lequel la liberté a été rachetée. L'étreinte fraternelle des hommes présente, dans la troisième partie de cette sculpture, l'aspiration humaine universelle à l'harmonie et à la paix.
- Monument au marin: il est situé sur la place centrale des arcades Beretta. La sculpture, en bronze, est l'œuvre de Francesco Médicis de Ome et a été inaugurée le 12 juin 1983. Une plaque en porphyre gravé porte les noms des morts dans la marine lors de la guerre mondiale. Dépassent partiellement une ancre et la bouche d'un canon qui, comme une épave que les vagues envoient sur le continent, symbolise le conseil à tout homme de refuser la guerre. Au centre de la base s'élève une vague sur laquelle repose une mouette dont une alie est pointée vers le ciel.
- Monuments et bustes Beretta au centre d'un petit jardin, situé à côté de la rue Gardonese, il y a un monument à Pietro Beretta composé d'un buste en bronze, œuvre du sculpteur de Brescia Claudio Botta, placé sur un piédestal en marbre portant la dédicace suivante  : « À Pietro Beretta les gens de Gardone - collaborateurs et amis - XXIX-VI-MCMLIX ». L'industrie armurière est encore illustrée par Angelo Righetti en médaillon de bronze apposé en 1960 dans  Banco Nazionale di Prova per le armi da fuoco portatili  qui abrite une autre médaille de bronze à l'effigie de Charles Beretta, réalisée en 1986.
- Haut-relief de la maternité : il est situé dans l'atrium de l'ancien hôpital de la région. Le panneau est dû au sculpteur Tommaso Lazzari de Grosseto, qui l'a exécuté en 1972.

## Administration
| Période                                  | Période | Identité | Étiquette | Qualité |
| ---------------------------------------- | ------- | -------- | --------- | ------- |
|                                          |         |          |           |         |
| Les données manquantes sont à compléter. |         |          |           |         |

### Hameaux
- Magno
- Inzino

## Personnalités
- Giuseppe Zambonardi (1884-1970), évêque missionnaire en Afrique

## Jumelages
- Nanoro, Burkina Faso